# 五旬節運動
五旬節運動（英語：Pentecostalism）是20世纪初興起的基督新教運動。他們特別强調說方言（Speaking in tongues）是領受聖靈恩賜的證據，根据《聖經》记载的公元33年的五旬節，早期基督徒接受来自天上的聖靈的恩賜，很多人拥有了常人看来非同一般的能力，例如说方言、治病等。五旬節運動與後來1950年代發起的靈恩運動是很類似。

## 歷史
五旬節運動，並非由一間叫五旬宗的教會發起。它們屬於衛斯理會聖潔運動較激進的一群教會團體，他們採用了聖經使徒行傳第二章1-5節的經文中提到耶穌升天，門徒在第一個五旬節被聖靈充滿，按著聖靈所賜的口才說起別國的話（方言）來。早在1867年的聖潔運動就已经有人提出五旬節運動这个说法，1896年美国北卡羅莱納州車落基縣剪床校舍也許是这一运动的前身，在十九世紀末二十世紀初有幾十個不同名字的教會出現。
現代的五旬節運動则開始于1901年前后，大多數的基督徒認定這個運動从美國肯薩斯州的托皮卡鎮发起 。伯特利聖經學院創辦人兼院長查理·巴翰（1873年6月4日－1929年1月29日）的一位女學生艾格妮斯·歐茲曼，突然開始說外语（靈言）可以算作这一运动的起始标志。“據說歐茲曼小姐三天不能講英語和只能講汉语與寫漢字”
五旬節運動的擴展从亞蘇撒街復興为标志。1906年4月9日在李愛德華在洛杉磯的家中举行的聚会禱告期間，他声称获得圣灵。4月12日，出席的非裔美國人，牧師威廉·J·西摩也聲稱他被聖靈感動。在4月18日，洛杉磯時報在头版刊登了這场運動。3星期以后，这个团体就快速增长，以致原来的场所无法容纳，他們就租用在亞蘇撒街312号一個許久未被使用的非洲人美以美會教堂，於是創立了使徒信心會。

## 主要标志
五旬節派認為救恩的關鍵是在乎相信耶穌是為唯一救贖主，能赦罪。他們也相信浸禮是公开承认自己身份的象征，說方言是受聖靈的浸的證據，接获圣灵后还有治病等异能。五旬節派相信，《聖經》在信仰问题上具有最高的权威。但有报道显示，有部分信徒拒绝接受醫療护理，等待圣灵降临不治自愈的奇迹而导致病情加重。

### 说方言能力
圣经中提到的方言有两种。其中大多数提到的是真正的人类的语言（例如 Acts 2:4）；另一种是普通人没有办法听懂的语言（例如1Cor 14:2）。五旬节派所说的方言主要指的是后者。这种方言不是真正的如汉语，法语、英语、印度语等这类自然语言，这种灵言有很大可能没有人类可以理解的语法和文法结构，无法被其他人理解。

### 其它教会的不同看法
其它教会对此有不同看法。例如，恩泉信託會和英國福音協進會發表过以下聯合聲明： “我們也留意到， 憑着玄秘術或邪靈的幫助， 人同樣能說外語。”《當代美國宗教運動》表示， 在海地，不但五旬節會能“說外語”， 連以巫術和魔法著稱的伏都教也能“說外語”。使徒约翰在《约翰一书》也曾指出，人需要提防各种神奇的异能，因为不是所有异能都是来自圣灵，有可能来自邪灵。
約翰ㄧ書4 :1-3
1親愛的弟兄啊，一切的靈，你們不可都信，總要試驗那些靈是出於神的不是，因為世上有許多假先知已經出來了。
2凡靈認耶穌基督是成了肉身來的，就是出於神的，從此你們可以認出神的靈來。
3凡靈不認耶穌，就不是出於神，這是那敵基督者的靈。你們從前聽見他要來，現在已經在世上了。
約翰ㄧ書4 :1-3明確指出凡靈認出耶穌基督是成了肉身，出於神的，就是神的靈(聖靈)。
聖經有明確的定義和分辨聖靈的方法。

## 神學
大多數的五旬節派都承认圣经（基督教新教圣经正典）的首要地位以及耶稣基督在信仰中的作用，也承认耶穌的死亡的价值。但不同的是，他們相信聖靈的第二種作用，就是讓信徒與神更加接近，就是所謂“聖靈的浸”。
- 合一五旬节派（Oneness Pentecostal）相信“唯獨耶穌”的一位論（Jesus-Only doctrine）。他們指出在使徒行傳中，路加記載使徒們只單獨奉主耶穌的名施浸礼，而不是奉父、子和聖靈的名。根据这一条，一些人就開始只奉耶穌的名字施洗。但是这样做就与传统的“三位一體”神学理论相违背[註 1]，也必定不会被主流的基督教会所接受。

### 其他派別的观点
聖經的確表明基督徒“說方言”的恩賜會延續多久。據聖經記載，“說方言”的恩賜和其他來自聖靈的恩賜，總是由耶穌基督的使徒在别人身上授予的。因此，當使徒們和領受了這些恩賜的人去世以後， 靠着聖靈施行異能的神奇恩賜就必終止了。這個看法跟希伯來書2:2-4提到的上帝賜下這些恩賜的目的一致。

## 五旬節教派
- 神的教會
- 神召會
- 真耶穌教會
- 使徒信心會
- 五旬節聖潔會
- 五旬節會
- 基督教九龍五旬節會
- 汝矣島純福音教會
- 城市豐收教會
- 新生命小組教會
- 台北靈糧堂

## 外部連結
- 神召會與五旬節運動
- 五旬節運動介紹 (英語)
- 五旬節派與靈恩派的分別（页面存档备份，存于）

## 参見
- 19世紀北美基督教徒所發起的聖潔運動 (Holiness Movement)
- 1950年代－1960年代的靈恩運動 (Charismatic Movement)
- 1982年冬季的葡萄園運動 (Vineyard Movement) 或稱“第三波”